# Parua Bay
Die Parua Bay ist eine Bucht im Whangārei Harbour auf der Nordinsel von Neuseeland.

## Geographie
Die Parua Bay befindet sich im nordöstlichen Teil des Whangārei Harbour, 12 km südöstlich des Stadtzentrums von Whangārei. Die Bucht erstreckt sich über eine Länge von 4,5 km und reicht 2,8 km tief ins Inland hinein, bei einer Uferlinie von rund 17 km.
Am Eingang zur Bucht liegt eine 450 m lange und 200 m breite Insel längs zur Stromrichtung und in der Bucht selbst befinden sich fünf kleine Felseninseln. Die kleine Siedlung, die sich in der Bucht befindet, trägt den Namen der Bucht.